# Endothenia gentianaeana
Espèce
Endothenia gentianaeana est une espèce d'Insectes lépidoptères (papillons) de la famille des Tortricidae.

## Description
Son envergure est de 15 à 19 mm. Les adultes prennent leur envol en juin et juillet en Europe de l’ouest.

## Systématique
Le nom valide complet (avec auteur) de ce taxon est Endothenia gentianaeana (Hübner, 1796-1799).
L'espèce a été initialement classée dans le genre Tortrix sous le protonyme Tortrix gentianaeana Hübner, 1796-1799.
Endothenia gentianaeana a pour synonymes :
- Olethreutes gentiana Hübner, 1810
- Apotomis gentianana Hübner, 1825
- Endothenia adelana (Rebel, 1892)
- Endothenia desertana (Staudinger, 1880)
- Endothenia eremodora (Meyrick, 1932)
- Endothenia gentiana (Hübner, 1809)
- Endothenia gentianana Hübner, 1825
- Endothenia oxybiana (Millière, 1874)
- Endothenia sellana (Frölich, 1828)
- Eucosma eremodora Meyrick, 1932
- Grapholitha desertana Staudinger, 1880
- Olethreutes gentiana (Hübner, 1810)
- Penthina gentianana (Hübner, 1825)
- Penthina oblongana subsp. adelana Rebel, 1892
- Penthina oblongana var. adelana Rebel, 1892
- Penthina sellana subsp. oxybiana Milliere, 1874
- Penthina sellana var. oxybiana Millière, 1874
- Penthina sellana (Frölich, 1828)
- Tortrix gentianaeana Hübner, 1796-1799
- Tortrix sellana Frölich, 1828

## Bioécologie

### Prédation
La larve se nourrit du cœur de la fleur de Dipsacus fullonum (un cardère). Elle est susceptible d’être confondue avec Endothenia marginana : le caractère décisif permettant de les distinguer est l’absence de peigne anal chez gentianaeana, présent chez marginana.

### Répartition et habitat
On la trouve dans la plus grande partie de l’Europe, jusqu’à la Corée et au Moyen-Orient, ainsi qu’en Amérique du Nord et à Hawaï.
Elle est présente dans toute la France depuis le Paléolithique.

## Utilisation
François-Joseph Cazin signale que la consommation de ce ver peut calmer les douleurs dentaires.
Cette espèce a été proposée comme agent de lutte biologique par des chercheurs slovaques en 2003-2004, les cardères pouvant avoir un aspect invasif hors de leur biotope, comme au Midwest. Le fait qu’elle soit inféodée au cardère limite les risques liés à l’introduction d’une nouvelle espèce qui pourrait s’attaquer à des plantes non-visées. En élevant cette chenille dans leurs recherches, ils ont pu la retrouver sur presque 100% des cardères du champ expérimental. Malgré ces résultats, l’USDA n’a pas approuvé l’introduction de cette chenille par une décision de février 2018, et il ne semble pas que cette admission soit à nouveau soumise à examen.

Différents stades d’Endothenia gentianaeana.
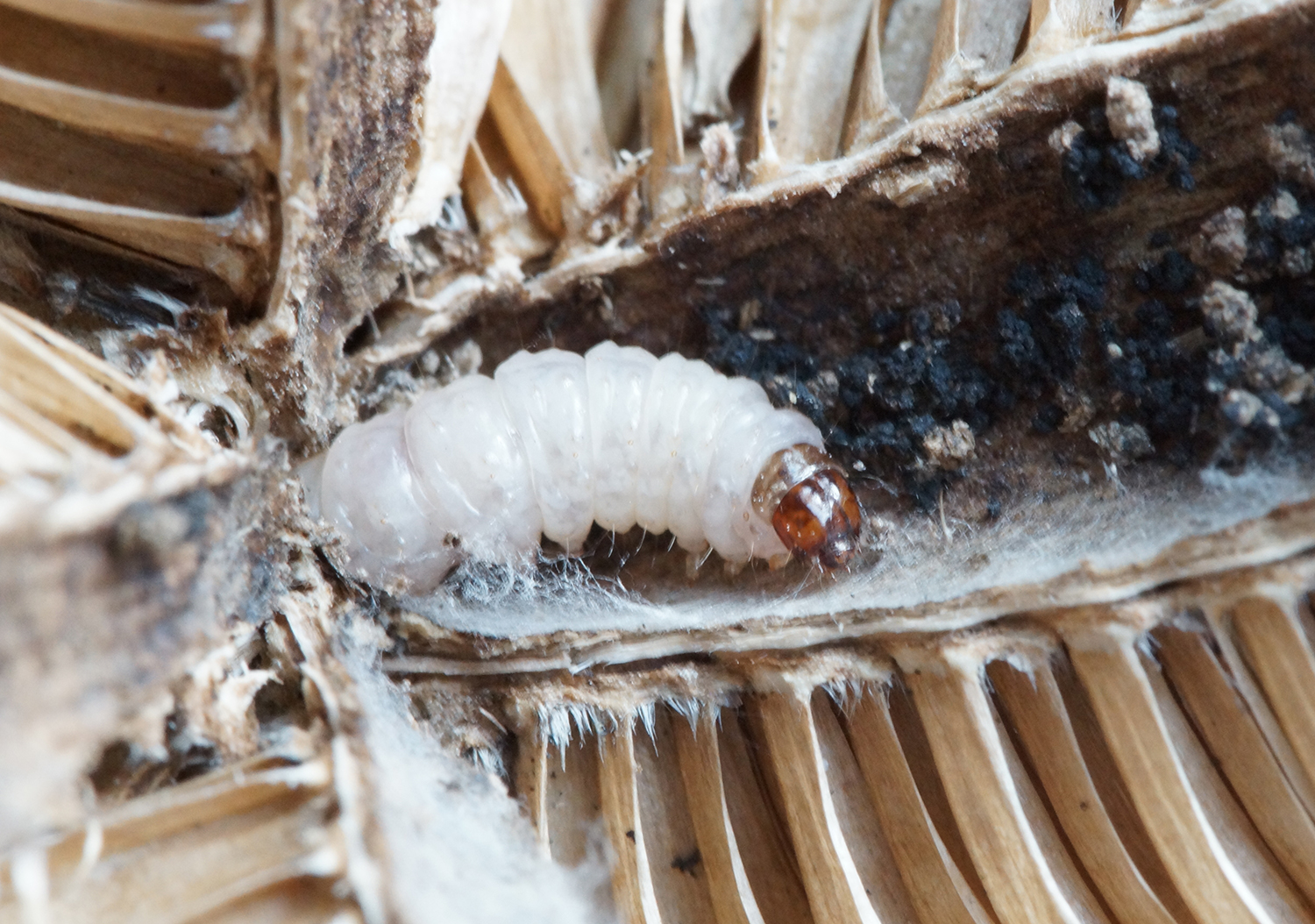
Stade larvaire.
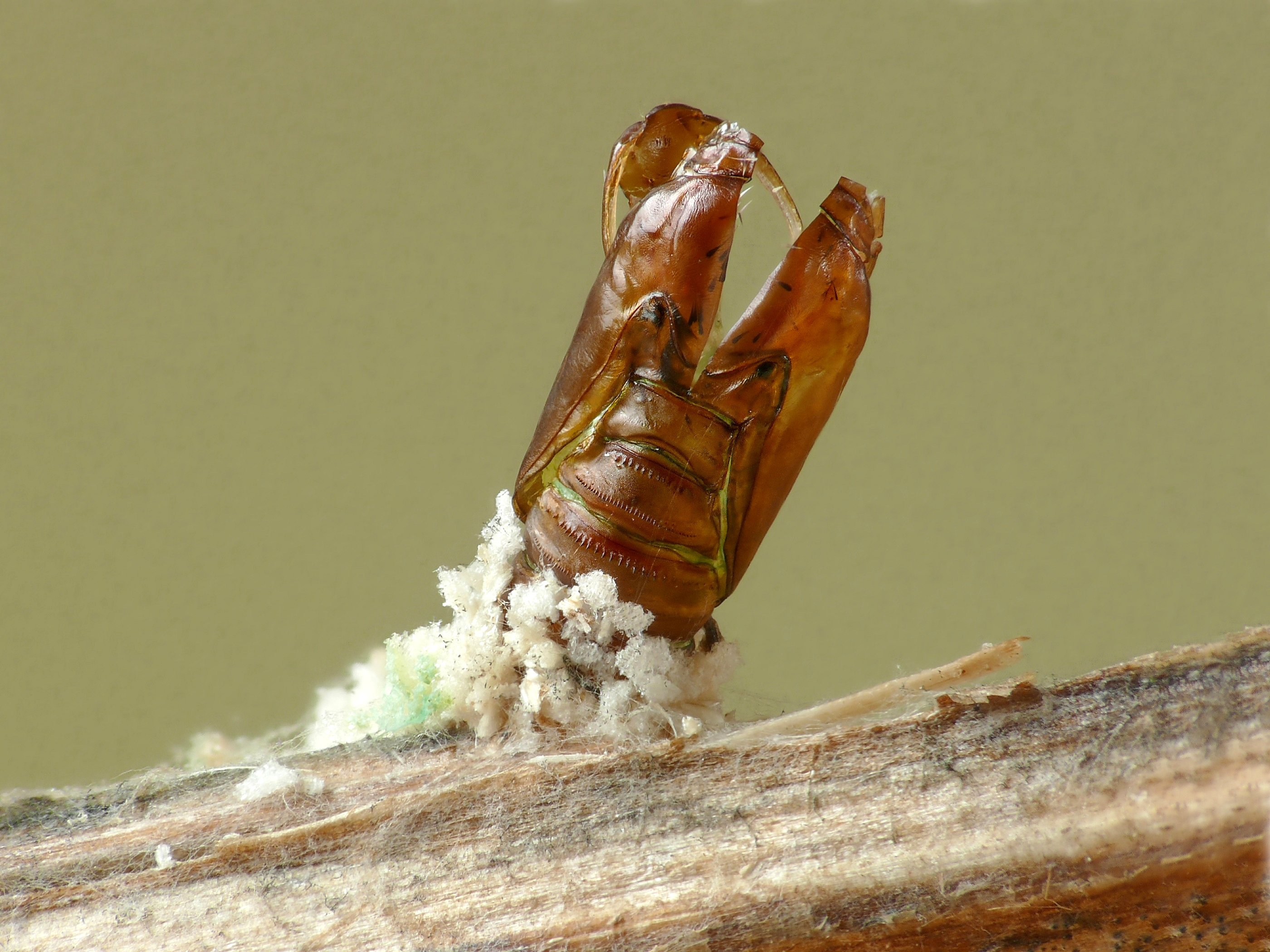
Exuvie sur une fleur de cardère séchée.